# 凯尔茜·格里芬
凯尔茜·格里芬（英語：Kelsey Griffin，1987年7月2日—），生于安克拉治，美国、澳大利亚女子篮球运动员。她曾代表澳大利亚国家队参加2018年英联邦运动会篮球比赛，获得一枚金牌。